# Henry C. Smith

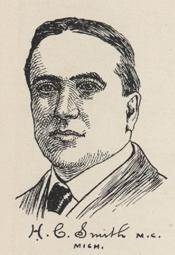
Henry C. Smith

Henry Cassorte Smith (* 2. Juni 1856 in Canandaigua, Ontario County, New York; † 7. Dezember 1911 in Adrian, Michigan) war ein US-amerikanischer Politiker. Zwischen 1899 und 1903 vertrat er den Bundesstaat Michigan im US-Repräsentantenhaus.

## Werdegang
Im Jahr 1857 zog Henry Smith mit seinem Vater auf eine Farm in der Nähe von Palmyra im Staat Michigan, wo er die öffentlichen Schulen besuchte. Im Jahr 1878 absolvierte er das Adrian College. Anschließend war er als Lehrer beschäftigt. Nach einem Jurastudium und seiner im Jahr 1880 erfolgten Zulassung als Rechtsanwalt begann er in Adrian in seinem neuen Beruf zu arbeiten. Smith wurde auch juristischer Vertreter dieser Stadt.
Politisch war Smith Mitglied der Republikanischen Partei. Im Jahr 1896 war er Delegierter zur Republican National Convention in St. Louis, auf der William McKinley als Präsidentschaftskandidat nominiert wurde. Bei den Kongresswahlen des Jahres 1898 wurde er im zweiten Wahlbezirk von Michigan in das US-Repräsentantenhaus in Washington, D.C. gewählt, wo er am 4. März 1899 die Nachfolge von George Spalding antrat, den er in den Vorwahlen seiner Partei geschlagen hatte. Nach einer Wiederwahl im Jahr 1900 konnte er bis zum 3. März 1903 zwei Legislaturperioden im Kongress absolvieren.
Vor den Wahlen des Jahres 1902 scheiterte Smith in der republikanischen Primary seinerseits an Charles E. Townsend. Nach seinem Ausscheiden aus dem US-Repräsentantenhaus arbeitete er wieder als Anwalt. Er starb am 7. Dezember 1911 in Adrian, wo er auch beigesetzt wurde.